# فهرست سفیران ایران در جمهوری آذربایجان
در پی فروپاشی اتحاد جماهیر شوروی و اعلام استقلال جمهوری آذربایجان، ایران این کشور را به رسمیت شناخت و روابط دیپلماتیک دو کشور آغاز گردید.
| نام سفیر          | زمان آغاز     | زمان پایان       | دولت                       |
| ----------------- | ------------- | ---------------- | -------------------------- |
| علی‌اصغر نهاوندیان | ۱۳۷۱          | ۱۳۷۴             | دولت پنجم و ششم            |
| محمد طاهری        | ۱۳۷۴          | ۱۳۷۴             | دولت ششم                   |
| علیرضا بیگدلی     | ۱۳۷۴          | ۱۳۷۹             | دولت ششم و دولت هفتم       |
| احد قضایی         | ۱۳۷۹          | ۱۳۸۳             |                            |
| افشار سلیمانی     | ۱۳۸۳          | ۱۳۸۶             | دولت هشتم دولت نهم         |
| ناصر حمیدی زارع   | ۱۳۸۶          | ۱۳۸۸             | دولت نهم                   |
| محمدباقر بهرامی   | ۱۳۸۸          | ۱۳۹۱             | دولت دهم                   |
| محسن پاک‌آیین      | مهر ۱۳۹۱      | مرداد ۱۳۹۵       | دولت دهم و دولت یازدهم     |
| جواد جهانگیرزاده  | مرداد ۱۳۹۵    | مرداد ۱۳۹۹       | دولت یازدهم دولت دوازدهم   |
| سید عباس موسوی    | ۲۵ مرداد ۱۳۹۹ | ۳۱ اردیبهشت ۱۴۰۳ | دولت دوازدهم و دولت سیزدهم |
| ؟                 | ؟             |                  | دولت چهاردهم               |